# Fußball-Bezirksklasse Mittelrhein
Die Bezirksklasse Mittelrhein war eine zweitklassige Fußballliga im Sportgau Mittelrhein in der Zeit des Nationalsozialismus. Sie diente als Unterbau der Gauliga Mittelrhein, existierte von 1933 bis 1941 und wurde in mehreren Gruppen ausgespielt. Die Sieger der Gruppen spielten dann in einer Aufstiegsrunde die zwei Aufsteiger zur erstklassigen Gauliga Mittelrhein aus. Ab 1940 hieß die Bezirksklasse 1. Klasse Mittelrhein.

## Geschichte
Nach der durch die Gleichschaltung bedingten Auflösung des Westdeutschen Spiel-Verband 1933 wurden die Mannschaften aus Mittelrhein in den Sportgau XI Mittelrhein eingeordnet. Dazu kamen Mannschaften aus dem Bereich Saar des Süddeutschen Fußball-Verband. Die zehn in der Saison 1932/33 bestplatzierten mittelrheinischen Vereine der Westdeutschen Fußballmeisterschaft und der Süddeutschen Fußballmeisterschaft erhielten einen Startplatz in der erstklassigen Gauliga, die restlichen Vereine wurden in die unteren Ligen eingeordnet.
Die Bezirksklasse Mittelrhein startete 1933/34 mit vier Gruppen zu neun bis zwölf teilnehmenden Mannschaften. Bereits zur kommenden Spielzeit wurde die Spielklasse auf sieben Gruppen erweitert. Zur Spielzeit 1936/37 wurde der Bereich Aachen vom Gau Niederrhein in den Gau Mittelrhein einsortiert, demzufolge fand der Spielbetrieb fortan in acht Gruppen statt. Mit der kriegsbedingten Auflösung des Gaues 1941 endete auch die Bezirksklasse. Der Spielbetrieb fand fortan in räumlich kleineren Gauen Köln-Aachen und Moselland statt.

## Spielzeiten der Bezirksklasse Mittelrhein 1934–1941
Fettgedruckte Mannschaften setzten sich in der anschließenden Aufstiegsrunde durch und stiegen zur kommenden Spielzeit in die Gauliga Mittelrhein auf.
| Saison  | Sieger Gruppe 1         | Sieger Gruppe 2         | Sieger Gruppe 3         | Sieger Gruppe 4         | Sieger Gruppe 5         | Sieger Gruppe 6         | Sieger Gruppe 7         | Sieger Gruppe 8         |
| ------- | ----------------------- | ----------------------- | ----------------------- | ----------------------- | ----------------------- | ----------------------- | ----------------------- | ----------------------- |
| 1933/34 | SC Blau-Weiß 06 Köln    | Kölner BC 01            | FV Engers 07            | 1. FC Idar              | -                       | -                       | -                       | -                       |
| 1934/35 | SV Beuel 06             | TuRa Bonn               | SC Brachbach 09         | TuS Neuendorf           | Fortuna Kottenheim      | FC Hansa Trier          | SVg Oberstein           | -                       |
| 1935/36 | VfL Poll                | SV Beuel 06             | SV 09 Eitorf            | FV Engers 07            | Spvgg Andernach         | SV Wittlich             | SVg Oberstein           | -                       |
| 1936/37 | SC Blau-Weiß 06 Köln    | Kölner BC 01            | SC Brachbach 09         | MSV Koblenz             | FV Engers 07            | SV Westmark Trier       | 1. FC Idar              | Alemannia Aachen        |
| 1937/38 | VfL Poll                | SSV Troisdorf 05        | VfJuV Betzdorf 06       | TuS Neuendorf           | Spvgg Andernach         | SV Westmark Trier       | Eintracht Bad Kreuznach | Viktoria Kellersberg    |
| 1938/39 | SSV Vingst 05           | Bonner FV 01            | SC Brachbach 09         | Spvgg Andernach         | SV Westmark Trier       | Eintracht Bad Kreuznach | SG Düren 99             | -                       |
| 1939/40 | keine Daten überliefert | keine Daten überliefert | keine Daten überliefert | keine Daten überliefert | keine Daten überliefert | keine Daten überliefert | keine Daten überliefert | keine Daten überliefert |
| 1940/41 | keine Daten überliefert | keine Daten überliefert | keine Daten überliefert | keine Daten überliefert | keine Daten überliefert | keine Daten überliefert | keine Daten überliefert | keine Daten überliefert |